# 1935 في اليابان
فيما يلي قوائم الأحداث التي وقعت خلال عام 1935 في اليابان.

## كتب
من الكتب التي صدرت هذه السنة في اليابان:
- 1 يناير – بلد الثلوج من تأليف ياسوناري كواباتا.

## مواليد

### يناير
- 1 يناير – تشيكو هوسوكاوا مانغاكا يابانية.[1]
- 1 يناير – نوريوشي اوهراي رسام كتب ياباني.
- 21 يناير – ماساميشي نورو[2]
- 31 يناير – كنزابورو أوي[3]

### فبراير
- 22 فبراير – هيساكو كيودا ممثلة يابانية.[4]

### مارس
- 1 مارس – ريكو موتو
- 2 مارس – كويتشي ياماموتو ممثل ياباني.
- 8 مارس – أكيرا كيتاجوتشي لاعبو كرة قدم يابانيون.
- 9 مارس – تايمي سوزوي

### أبريل
- 9 أبريل – موتومو كيوكاوا

### مايو
- 20 مايو – دايسوكي اينو ممثل ياباني.

### يونيو
- 10 يونيو – كوجي تاكاهاشي ممثل ياباني.[5]

### يوليو
- 12 يوليو – ساتوشي أومورا عالم كيمياء حيوية.[6]

### أغسطس
- 24 أغسطس – تسوتومو هاتا[7]

### سبتمبر
- 23 سبتمبر – فوجيو ميتاري رائد أعمال ياباني.

### أكتوبر
- 2 أكتوبر – نوريكو أوهارا[8]
- 29 أكتوبر – إيزاو تاكاهاتا مخرج أنمي ومنتج أفلام ياباني.[9]

### نوفمبر
- 3 نوفمبر – تورو موري لاعب كرة قاعدة ياباني.[10]
- 28 نوفمبر – ماساهيتو أمير هيتاشي طبيب ياباني.

## وفيات

### يناير
- 1 يناير – إيشيكاوا تشيوماتسو (مواليد 1861)